# Henry Büchmann
Henry Oscar Niels Büchmann (* 30. Januar 1921 in Kopenhagen; † 18. August 2003) war ein dänischer Opernsänger und Schauspieler.

## Leben
Henry Büchmann erhielt seine Gesangsausbildung an der Eleveskole des Königlichen Theaters Kopenhagen. Er hatte die Stimmlage eines Bariton. Danach absolvierte er seine Schauspielausbildung an der Staatlichen Theaterschule in Kopenhagen.
Im Jahr 1946 hatte er sein Bühnendebüt am Odense Teater. Er wirkte im Laufe seiner Karriere in zahlreichen Operetten, Theaterstücken, Varieté-Shows und Musicals, wie in My Fair Lady, mit. Er gastierte unter anderem am Aarhus Teater, am Folketeatret und am Betty-Nansen-Theater. Zudem wirkte er von 1959 bis 1983 in einigen Filmen und Fernsehserien mit.
Henry Büchmann war ab dem 9. November 1946 mit der Tänzerin Edith Kristine Pedersen (1924–?) verheiratet. Das Paar hatte keine Kinder. Büchmann starb am 18. August 2003 im Alter von 82 Jahren.

## Filmografie
- 1959: Den glade Enke
- 1975: Anna Sophie Hedwig
- 1977: Red Beset (Fernsehserie)
- 1978: Hor, var der Ikke en som lo?
- 1981: Die Olsenbande fliegt über die Planke (Olsen-bandens flugt over plankeværket)
- 1982: Die Leute von Korsbaek (Matador, Fernsehserie, 2 Folgen)
- 1983: Kurt und Valde – Ganoven mit Charme (Kurt og Valde)